# Aynalem Eshetu
Aynalem Eshetu (ur. 5 lutego 1992) – etiopska lekkoatletka specjalizująca się w chodzie sportowym.

## Osiągnięcia
| Rok  | Impreza                               | Miejsce     | Konkurencja    | Pozycja     | Wynik    |
| ---- | ------------------------------------- | ----------- | -------------- | ----------- | -------- |
| 2009 | Mistrzostwa świata juniorów młodszych | Bressanone  | chód na 5000 m | 13. miejsce | 24:13,29 |
| 2011 | Mistrzostwa Afryki juniorów           | Gaborone    | chód na 5000 m | 1. miejsce  | 22:59,19 |
| 2015 | Igrzyska afrykańskie                  | Brazzaville | chód na 20 km  | 2. miejsce  | 1:39:49  |
| 2016 | Mistrzostwa Afryki                    | Durban      | chód na 20 km  | –           | DNF      |

## Rekordy życiowe
- Chód na 5000 metrów – 22:59,19 (2011) rekord Afryki
- Chód na 20 kilometrów – 1:39:49 (2015) rekord Etiopii